# Rotbrust-Paradiesschnäpper
Der Rotbrust-Paradiesschnäpper (Terpsiphone mutata) auch Madagaskar-Paradiesschnäpper ist eine Vogelart aus der Familie der Monarchen, der auf Madagaskar und den Komoren endemisch ist.

## Beschreibung
Der Rotbrust-Paradiesschnäpper ist ein kleiner Vogel und wird nur 13 Gramm schwer. Er zeigt einen starken Geschlechtsdimorphismus. Weibchen sind rostrot, der Kopf oberhalb der Augen ist schwarz. Um die Augen haben sie eine weniger als einen Millimeter breite Zone nackter, blauer Haut. Bei den Männchen ist der nackte, blaue Ring um die Augen bis zu drei Millimeter breit. Ihr Schwanz hat durch die mittleren weißen, langen Federn eine Länge bis zu 27 Zentimeter. Sie kommen in zwei Farbformen vor, einer rostroten und einer mit schwarzweißem Gefieder. In seltenen Fällen gibt es auch Weibchen, deren mittlere Schwanzfedern bis zu sechs Zentimeter länger sind als die anderen Schwanzfedern.

## Verbreitung und Unterarten
Der Rotbrust-Paradiesschnäpper hat fünf Unterarten, von denen vier jeweils eine der vier Komoreninsel bewohnen.
- Terpsiphone mutata mutata (Linnaeus, 1766), Madagaskar
- Terpsiphone mutata comorensis Milne-Edwards, A & Oustalet, 1885, Grande Comore
- Terpsiphone mutata pretiosa  (Lesson, RP, 1847), Mayotte
- Terpsiphone mutata voeltzkowiana Stresemann, 1924, Mohéli
- Terpsiphone mutata vulpina (Newton, E, 1877), Anjouan

Tchitrea mutata singetra Salomonsen, F, 1933 wird heute als Synonym zu Nominatform betrachtet.
Auf Madagaskar und der am nächsten gelegenen Insel Mayotte treten bei männlichen Vögeln beide Farbformen auf, auf den anderen Inseln nur die rostrote. Die Vögel bewohnen Wälder aller Art einschließlich Sekundärwälder, Plantagen und Gärten. Im zentralen Hochland gehen sie bis in Höhen von 2000 Metern.

## Ernährung
Die Rotbrust-Paradiesschnäpper ernähren sich von kleinen Fluginsekten wie Mücken, Schmetterlingen und Motten. Wie alle Monarchen haben sie dazu kleine Borsten an der Schnabelbasis, die bei geöffnetem Schnabel eine Art Fangkorb bilden.

## Fortpflanzung
Rotbrust-Paradiesschnäpper brüten während der Regenzeit von September bis Januar. Beide Elternteile bauen aus dünnem Grashalmen und Spinnweben das becherförmige Nest, das einen Durchmesser von sechs bis sieben Zentimeter hat. Es wird in Sträuchern und Bäumen meist in Höhen von einem bis vier Meter errichtet. Der Nestbau dauert zwischen drei Tagen und einer Woche. Gewöhnlich werden drei Eier gelegt. Die Eier sind weiß mit kleinen braunen Punkten, ihre Abmessungen sind 13 bis 14 mm × 18 bis 19 mm. Beide Eltern brüten 14 bis 16 Tage, die Jungen verlassen das Nest nach zehn bis elf Tagen. Pro Saison haben die meisten Paare zwei Bruten.